# 憲法普及会
憲法普及会（けんぽうふきゅうかい）は、1946年12月1日、GHQの指導により、貴族院・衆議院の両院と政府が、帝国議会内に創設した日本国憲法を普及するための団体。

## 概略
1946年12月1日帝国議会内に設置。会長に衆議院の憲法特別委員長だった芦田均、副会長に金森徳次郎（憲法問題担当国務大臣）、理事長に林譲治（内閣書記官長）、理事に宮沢俊義、鈴木安蔵、末川博、河村又介、田中二郎、横田喜三郎、清宮四郎、浅井清らの学者のほか、入江俊郎（法制局長官）、山浦貫一（読売新聞記者）などが選出された。帝国議会廃止後は文部省社会教育局が管轄する同省の外郭団体となり、各都道府県の支部があった。

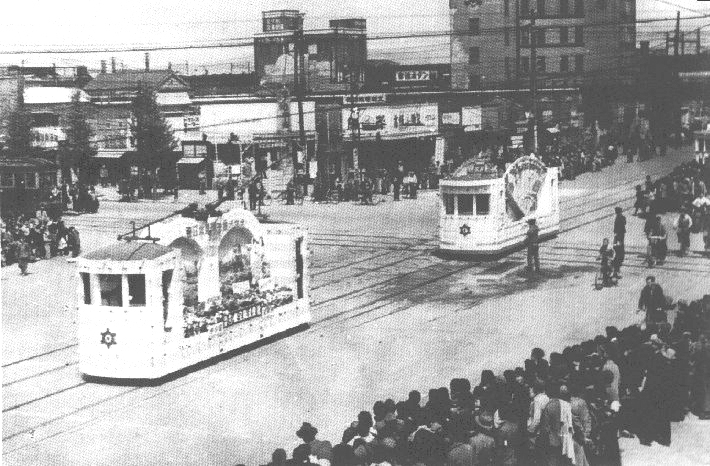
新憲法発布祝賀のため、東京都と憲法普及会の共同で運行された花電車。

法学者らを講師として、公務員に対する研修を行った。1947年2月15日から5日間、同会主催の憲法普及特別講習会が開催され、各省庁等から推薦を受けた職員約700名以外にも、東京帝国大学の学生に対しても特別に傍聴を許可したことにより、毎日、1,000人を超える受講者が詰めかけた。また、各地の一般向け講演会も開催した。
さらに、新憲法に関する懸賞論文の募集、楽曲、カルタ、出版物の制作と普及などを主な事業とした。同会の資金・企画により劇映画なども製作された。
1947年6月20日の閣議決定「新日本建設国民運動要領」で、憲法普及会と同会を主体とした、日本国憲法に基づく政治教育運動の推進がうたわれた。
1947年11月3日、新日本建設国民運動、民主政治教育連盟等とともに、「平和祭」を実施。
1947年末解散したが、同会編名義の刊行物が一般の出版社から1948年になっても出回っている。1947年8月25日、国会議員らによって民主政治教育連盟（日本教職員組合関連の現在の政治団体とは別）が発会し、同会の活動を引き継ぐ。

## 普及のために制作したもの

### 楽曲
- 「われらの日本」（新憲法施行記念国民歌、土岐善麿作詞、信時潔作曲） - 1947年5月3日、東京・皇居前広場で新憲法施行式で音楽学校学生により初演[10]。
- 「憲法音頭」（サトウハチロー作詞、中山晋平作曲） -  1947年5月3日、東京・日比谷公会堂の記念講演会で栗島すみ子舞踊団により初演[10]。

### カルタ
- 「新憲法いろはかるた」（辰野隆、颯田琴次、徳川夢声、サトウ・ハチロー作、横山隆一絵）[10][11]

### 映画

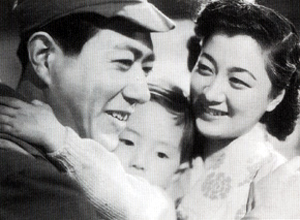
憲法普及会の企画・資金提供で作られた東宝映画「戦争と平和」の一場面

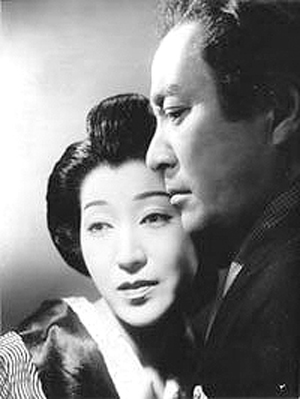
同じく同会の企画・資金提供で作られた大映映画「壮士劇場」の一場面

- 短編映画「新憲法の成立」（ニュース映画で構成[10]。吉田茂、片山哲、芦田均、北昤吉、犬養健、野坂参三による憲法改正の国会審議が見られ、新憲法発布後の初国会も収録されている[12]。外地からの引揚者を対象に舞鶴引揚援護局内でも上映された[13]）[10]。
- 稲垣浩監督劇映画「壮士劇場」（大映、自由民権を主題とする）[14]
- 渋谷実監督劇映画「情炎」（松竹、男女平等、女性の地位向上を主題とする）[14]
- 亀井文夫、山本薩夫監督劇映画「戦争と平和」（東宝、戦争放棄を主題とする）[14]

### 出版物
- 憲法普及会が発行した出版物
  - 小冊子『新しい憲法 明るい生活』[15]（1947年、家庭向けに2000万部印刷され、配布[2][10]）[16]（2013年、岩波現代文庫『あたらいい憲法のはなし他二篇』（高見勝利編）に再録）
  - 『英国の議会政治・国際連合の話』（1947年10月）[17]
  - 『事業概要報告書』[2]（1947年）[18]
- 憲法普及会が編集・出版社が刊行した出版物	
  - 『国民主権と天皇制』（尾高朝雄著、国立書院、1947年）[19]
  - 『新憲法講話』[2]（政界通信社、1947年）[20]
  - 『新憲法抄』（岡山県東京事務所、1947年）[21]
  - 『戦争の放棄』（横田喜三郎著、国立書院 1947年）[22]
  - 『新憲法と家族制度』（中川善之助著、国立書院、1948年）[23]
  - 『新憲法と基本的人権』（我妻栄著、国立書院、1948年）[24]
  - 『新憲法と国会』（宮沢俊義著、国立書院、1948年）[25]
  - 『新憲法と財政 新憲法と地方自治』（清宮四郎・田中二郎共著、国立書院、1948年）[26]
  - 『新憲法と司法 新憲法と人身の自由』（兼子一著、国立書院、1948年）[27]
  - 『新憲法と民主主義』（河村又介著、国立書院、1948年）[28]
  - 『新憲法の基本原理』（美濃部達吉著、国立書院 1948年）[29]